# عبد الرحمن منيف
عبد الرحمن بن إبراهيم المنيف (و. عمّان صفر 1352ھ مايو 1933م، ت. دمشق ذو الحجة 1424ھ يناير 2004م،) هو خبير اقتصادي وأديب وناقد حداثي سعودي،
يُعد واحداً من أهم الكُتاب والرِوائيين العرب خلال القرن العشرين، وأشهر رُواة سيرة الجزيرة العربية المُعاصرة، وأحد أعمدة السرد العربي البارزة في العصر الحديث. ينتمي إلى بلدة قصيباء الواقعة على طريق مدينة عيون الجواء ‹شمال إمارة منطقة القصيم› في وسط الجزيرة العربية، السعودية. كان والده ‹إبراهيم العلي المنيف، ت. 1355ھ› من كبار تجار نجد (العقيلات) الذين اشتهروا برحلات التجارة بين القصيم والعراق، والشام. عُرِف ‹عبد الرحمن مُنيف وهذا اسم شهرته،› مفكراً وناشطاً سياسياً ‹حزبياً،› ثم خبيراً اقتصادياً ‹حاصلاً على درجة الدكتوراه،› وكاتباً صحفياً ‹محباً للفن التشكيلي،› ثم مؤلّفاً روائياً ‹منصرفاً عن أعمال الصحافة،› وقاصاً، وكاتب سيرِ.

## مسيرته
ولد في عمان عام 1933م وعاش فترةً من طفولته في ظل إمارة شرق الأردن ثمّ في السعودية. أتم مراحل دراسته الأولى في الأردن وحصل منها على الشهادة الثانوية سنة 52م، ثم انتقل إلى العراق والتحق بكلية الحقوق في بغداد حتى عام 55م إذ جرى إبعاده بقرار سياسي مع مجموعة من الطلاب العرب. لينتقل إلى مصر لإكمال دراسته هناك. وقد ارتحل منذ عام 58م إلى يوغوسلافيا لإكمال دراسته العليا في جامعة بلغراد فحصل منها عام 61م على الدكتوراه في الاقتصاد ‹مجال اقتصاديات النفط، الأسعار والأسواق.› مارس العمل السياسي الحزبي زمناً ثم أنهى علاقته السياسية التنظيمية ‹الحزبية› رسميا بعد مؤتمر حمص 62م، وعمل بعدها في الشركة السورية للنفط ‹شركة توزيع المحروقات، مكتب توزيع النفط الخام، دمشق› حتى غادر إلى بيروت عام 73م حيث عمل في مجلة «البلاغ» اللبنانية وكان قد نشر أعماله الروائية الأشجار، وقد تزوج خلال تلك الفترة من سيدة سورية تدعى سعاد قوادري وأنجب منها ثلاثة أبناء وابنة واحدة. لاحقا في عام 75م عاد ليقيم في بغداد، وتولى تحرير مجلة «النفط والتنمية» العراقية حتى عام 81م حيث غادر إلى فرنسا متفرغاً للكتابة. وقد عاد إلى دمشق خلال عام 86م، حيث صارت مقر إقامته الدائمة، إلى حين توفي، وبها دُفن، بناء على وصيته.

### مولده
غادر والده إبراهيم بن علي المنيف مع إحدى قوافل التجارة ببلدته قصيبا بعيون الجواء شمال مدينة بريدة حوالي عام 1300ھ 1883م وظل يتنقل بعد ذلك بين مناطق العراق وعموم بلاد الشام، وكان يزاول التجارة بالمواشي والموارد الغذائية، وتزوج عدة زوجات من مكة وخارجها. وأخيراً تزوج من نورة الجمعان حوالي عام 1350ھ 1931م وكان والدها سليمان بن محمد الجمعان أحد أبناء قرية الروض بعيون الجواء بمنطقة القصيم ويعد أحد أفراد العقيلات من أهالي المنطقة المقيمين بالعراق.
ولد عبد الرحمن في الأول من شهر صفر لعام 1352 هـ الموافق 29 مايو 1933م وتوفي والده عام 1355ھ 1936م وهو لم يتجاوز الثالثة من عمره، فنشأ يتيم الأب ترعاه أمه التي كان لها دور في شحذ همته وحبه للعلم، وجدته لأمه (من أصل عراقي)، وقد كانت تلك المرحلة «عقد الأربعينيات» من أكثر المراحل أهمية في تاريخ مدينة عمّان التي وُلد فيها وتنقَّل بين حواريها وجبالها، وسوقها، وواديها (السيل)، ومسجدها الحسيني.

### تحصيله العلمي
أتم مُنيف مراحل دراسته الأولى في عمان ثم من هناك بعث إلى المدرسة الإبتدائية إلى أن حصل على الشهادة الثانوية سنة 52م، تركت هذه الأعوام الأولى من عمره آثاراً عظيمة في تكوينه على الصعيد الشخصي وهو ما اعترف به في كتابه سيرة مدينة، وهو يتناول فترة الأربعينيات في عمان وحاول أن يجمع فيه تاريخ هذه المدينة العربية العريقة والتطورات التي عايشتها من بلدة بسيطة إلى أن صارت عاصمة كبيرة.
انتقل عبد الرحمن إلى بغداد والتحق بكلية الحقوق في ذلك العام حتى جرى إبعاده عام 55م لينتقل إلى مصر ويكمل دراسته في القاهرة. ارتحل منذ عام 58م إلى يوغوسلافيا لإكمال دراسته العليا في جامعة بلغراد الحكومية فحصل منها عام 61م على شهادة الدكتوراه في علم الاقتصاد ‹مجال اقتصاديات النفط، الأسعار والأسواق.›

### نشاطه السياسي
خاض في العراق غمار النشاط السياسي خلال مرحلة مهمة من تاريخ العراق، ولكنه ما لبث أن اُبعِد بعد توقيع حلف بغداد عام 55م من العراق مع عدد كبير من الطلاب العرب.

مارس العمل السياسي الحزبي خلال فترة انضمامه لحزب البعث العربي الاشتراكي وأصبح عضواً في القيادة القومية زمناً ثم أنهى علاقته السياسية التنظيمية (الحزبية) بعد مؤتمر حمص عام 62م. وقد ظل مُنيف مناوئاً للأنظمة العربية ‹بشقيها الملكي والجمهوري› بعد هزيمة 67م التي كان لها آثراً بالغاً في نفسه ليبدأ ممارسة السياسة ولكن هذه المرّة عبر العمل الأدبي. عاد مرة أخرى إلى العراق عام 75م ثمّ غادر مرة أخرى إلى فرنسا عام 81م ‹متفرغا للكتابة› خلال بدايات الحرب العراقية الإيرانية، وقد صرّح في وقت لاحق أنه لم يكن مقتنعاً بقضية هذه الحرب، لأنها كانت حرباً مجانية، وليس لها ما يبررها، وبالتالي ليس لأحد أن يتفق معها. بقي إلى آخر أيامه معارضا للإمبريالية العالمية وظل رافضا للغزو الأميركي للعراق سنة 2003 ولكل ما ترتب عليه، رغم معارضته الشديدة لنظام الرئيس العراقي الراحل صدام حسين. قال عن الاستبداد:
" فإذا قدر لي أن أعيش، أن أصبح حرا مرة أخرى، فسوف أقول لجميع الناس، بصوت عالي، وربما ببعض القسوة واللوم:  الجلاد لم يولد من الجدار، ولم يهبط من الفضاء، نحن الذين خلقناه، نعم نحن الذين فعلنا ذلك، وبإصرار أبله، تماما كما خلق الإنسان القديم آلهته؟ خلقناه، في البداية، رغبة في النظام السهل، ثم تواطأنا معه لإخافة الصغار والغرباء والأعداء، إلى أن أصبحنا نتساءل عن مدى قدرته، ومدى الحاجة إليه، وعند ذاك بدأنا ننظر إليه بحذر ونصمت، ثم بدأنا نخاف منه ونعلن، إلى أن وصلنا إلى الامتثال والطاعة والرضا، وأخيرا إلى التسليم!" رواية الآن ..  هنا، الصفحة  285

### عمله الصحافي
بدأت اشتغالاته في الصحافة عام 73م عندما غادر دمشق إلى بيروت حيث عمل في مجلة «البلاغ» السياسية اللبنانية وكان قد أصدر باكورة أعماله الأشجار واغتيال مرزوق خلال ذلك العام، لاحقا عاد ليقيم في بغداد، وتولّى تحرير مجلة «النفط والتنمية» الاقتصادية العراقية حتى عام 81م حيث انصرف عن أعماله في الصحافة ‹مكتفياً بكتابة المقالات› وقد غادر إلى فرنسا متفرغاً لكتابة أعماله في الرواية ومؤلفاته الأخرى في الثقافة والاقتصاد والسياسة والسير الذاتية.

### تكوينه الأدبي
كرّس نضجه الفكري والثقافي العام لممارسة الكتابة الروائية التي بدأها بعد أن بلغ الأربعين من عمره، ما جعله يصنع لنفسه خصوصية أدبية مبكرة ‹خلال تلك المرحلة المتأخرة نسبياً من حياته،› وعالما روائيا سرديا معقدا، وضع فيه خلاصة رؤيته للحياة، وقد ركز اهتماماته على حرية الإنسان، وما يجب أن تكون عليه هذه الحرية. والمتتبع لأعمال مُنيف يجد أنه قد أضاء فضاءً فسيحاً في جوانب هامة من الرواية ‹السياسية› العربية وتناول فيها أشكال وأنماط جديدة لم تعهدها من قبل. طوّر في رواياته مقومات التعبير النفسي ‹الباطني› العميق، فالتقط الانفعالات الإنسانية ‹لحظة وصولها إلى سطح الوعي› في صورتها الأولى، كذلك استيعابه الألفاظ والتعابير التي أحدثتها الثقافة المعاصرة، سيما وأنه كان على اتصال مستمر مع ما تنتجه من دراسات ومصطلحات علمية حديثة، مفيداً منها ما ينسجم مع الثقافة العربية، إلى جانب إعطائه مسافة كافية لخصوصية هذه الثقافة ونتاجها في الأدب والنقد.
أدرج في المكتبة العربية ما يزيد على ثلاثين كتاباً ‹بما في ذلك أعماله الروائية ومؤلفاته الفكرية والنقدية في فنون الرواية، والفنون التشكيلية، والسيرة الذاتية، وسائر الآداب الإنسانية.› وأُدرجت أعماله ضمن برامج التعليم في جامعات أوربية وأميركية، ووافقت منظمة الأمم المتحدة للتربية والعلوم والثقافة ‹يونسكو› على ترجمة أعماله إلى ما يقارب عشرين لغة حية في العالم.
يذهب كثير من النقاد والباحثون في الآداب العربية إلى أن اختزال مسار السرد الروائي خلال القرن العشرين لا بد أن يمر عبر نجيب محفوظ ‹عميد الرواية العربية› ثم مُنيف مباشرة، فمن ناحية محفوظ استطاعت رواياته منذ عبث الأقدار الصادرة عام 39م أن تحفر عميقاً في بنية المجتمع المصري والعربي بكل تحولاته خلال النصف الأول من القرن المنصرم. ومن ناحية ثانية، احتفت روايات مُنيف منذ باكورة أعماله «الأشجار» عام 73م بالتقاط كل ما يمكن أن يسهم في رصد التحولات الحضارية العربية خلال النصف الأخير من القرن العشرين، حيث استطاع في رواياته أن يعكس الواقع الاجتماعي والسياسي العربي، والنقلات الثقافية العنيفة التي شهدتها المجتمعات العربية ‹الخليجية،› ربما ساعده في هذا أنه أساسا خبير بترولي ‹متخصص وقد سبق له أن عمل في العديد من الشركات مما جعله مدركا لاقتصادياته،› لكن الجانب الأهم كان معايشته وإحساسه العميق بحجم التغيرات وما أحدثته الثروة الطبيعية من تحولات في بنية المجتمع السعودي بصفة خاصة، والعربي بصفة عامة.
عدّه الناقد الأميركي دانيال س. بيرت ‹الحادي والسبعين› ضمن قائمته «الروايات المئة الأعظم على مر العصور» كواحد من أعظم المُؤلّفين الرِوائييّن في كل العصور. وحاز التقييم عن سرديته التاريخية «مدن الملح» وهي واحدة من أهم الروايات التي كُتبت بالعربية إن لم تكن أهمها على الإطلاق، ‹تتألف من خمسة أجزاء وما يقارب الألفين وخمسمائة صفحة،› وتتناول قصة اكتشاف البترول والتحولات المتسارعة التي طرأت على الحياة في السعودية منذ مطلع القرن العشرين. هذه البانوراما ‹التاريخية› الهائلة التي تضمنتها الرواية صنفته سريعا كمعارض للأسرة المالكة في السعودية وجرى منع تداولها في المملكة، إلا أنه سمح بنشرها لاحقا بمعرض الرياض للكتاب، وقد أُدرجتها جريدة أخبار الأدب المصرية ضمن قائمة أفضل مئة رواية عربية. بالإضافة إلى رواية «شرق المتوسط» التي أحدثت ضجة في العالم العربي حيث لامست حين صدورها وبشكل مبكر موضوع القمع السياسي، ووصفت التعذيب في السجون خاصة التعذيب الذي تمارسه مخابرات النظم الشمولية العربية. جمعت رواياته بين العمق الفني، والابتعاد عن الغموض، ووضوح الدلالة ببعدها الفلسفي ‹كونه خاطب القارئ العادي› الذي ران على سائر أعماله. 

### اتجاهه الفكري
تنقل بين الكثير من العواصم والمدن من عمان إلى بغداد، ومنها إلى القاهرة، ثم إلى بلغراد ودمشق وبيروت، وبعدها إلى بغداد وباريس، ثم عودة إلى دمشق في رحلة أخيرة امتدت حتى وفاته، وفي تنقلاته وإقاماته كان منيف في قلب الحياة الثقافية العربية والعالمية مطلا ومطلعا على النتاج الثقافي، من دون أن يغمض عينه على ما يحيط بالعرب والعالم من تطورات ثقافية وسياسية. ولقد ظل واحدًا من أشد المفكرين المناوئين لمعظم الأنظمة العربية، واعتبره الكثير من الدارسين منفيًا سياسيًا بسبب كتاباته.

### محيطه الاجتماعي

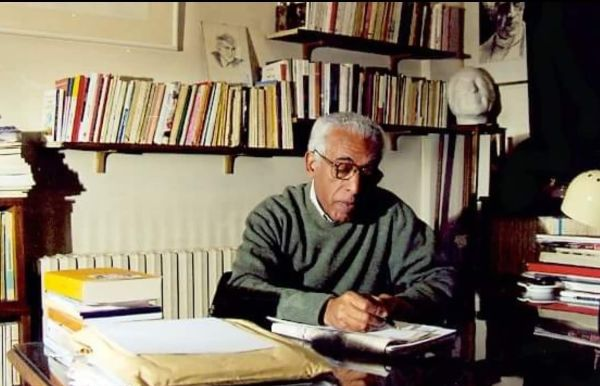
الروائي العربي عبدالرحمن منيف في مكتبه المنزلي، في مدينة دمشق بعد أسابيع من إصدار روايته الثلاثية "أرض السواد في العام 1999".

عاش مُنيف في سنواته الأخيرة في مدينة دمشق، في منزله في منطقة "المزة". كان معروفاً بعزلته الإختيارية الإبداعية، و ذلك أثناء العمل على إحدى رواياته، و قد تعامل محيطه الإجتماعي مع هذه العزلة بالكثير من الإحترام. ما أن يصدر عمله فيبدأ بالتواصل مع محيطه و  إستقبال الأصدقاء و الصديقات في منزله مع زوجته السيدة سعاد قوادري، و كذلك بالإنخراط في الأنشطة الأدبية و الفنية و السياسية في المدينة.     

#### كتاب تكريم جبرا
ارتبط مُنيف بصداقة عميقة مع أديب عربي آخر هو جبرا إبراهيم جبرا، وتوّجت هذه الصداقة بعمل روائي مشترك «عالم بلا خرائط» قد يكون من الأعمال الأدبية النادرة التي تُكتب من قبل شخصين ربما على الصعيد العالمي، إذ كان التشابك والتناسق الفني في الرواية على درجة عالية يستحيل معها التصديق بأن هذا العمل مؤلّف من قبل شخصين اثنين.

#### رحلة الفن والحياة
كذلك الحال مع مروان قصاب باشي الذي انتظم برسم الوجوه التعبة على أغلفة الكتب الخاصة بالأديب الراحل الذي وضع كتاباً ضخماً حول تجربة مروان الفنية، ونشر لأول مرة عام 96م بعنوان «مروان قصاب باشي, رحلة الفن والحياة» وعمل معه في عدة مشاريع كان أبرزها كتاب «أدب الصداقة» الذي صدر بالعام 2012 وضم ثلاثين رسالة متبادلة بين الصديقين «فنان تشكيلي يبحث عن طرق تعبير بالكلمات،» و «أديب مهووس بالفن يجرب في طاقة الكلمات على تعبير عن الخط واللون» كما وصفهما الدكتور فواز الطرابلسي مؤلف مقدمة الكتاب.

#### عروة الزمان الباهي
عمل روائي ذو طابع رثائي بيوغرافي تناول شخصية صديقه ‹محمد الباهي› هو صحفي من أصل موريتاني واسمه الأصلي محمد فال اباه بن الننيه. بدأ استخدام اسم محمد الباهي إبان تقدمه إلى مسابقة في جريدة العلم المغربية، ليصبح محررا بها. تنقل الباهي في حياته بين المغرب، لبنان وأخيرا فرنسا، حيث أقام بها حتى وافته المنية في فبراير عام 96م. عرف الباهي بكتاباته الصحفية القوية التي اعتمدت على تحليل الأحداث ومحاولة توقع الآتي على عكس التقارير الصحفية الإخبارية. كما أنه حفظ القرآن في سن صغير بالإضافة إلى الشعر الجاهلي حيث كان من أفضل من أداه شفهيا، طبقا لعبد الرحمن منيف. قارن منيف شخصية الباهي المحبوبة وخفة دمه بشخصية زوربا اليوناني في رواية الكاتب اليوناني نيكوس كازانتزاكس العالمية ذات الاسم نفسه. حاول منيف أن يطرق موضوعه مثل التحقيق الصحفي فمن خلال سيرة حياة الباهي تظهر ملامح الجيل كله وتفاعله مع الأحداث من حوله (السياسية خاصة) والباهي شخصية فريدة له علاقة خصوصية جدا بالمكان (الصحراء الموريتانية حيث ولد في باريس) ومن الناس وهو صاحب تجربة ثرية جدا تؤرخ لحركة النضال الوطني في المغرب العربي وللمثقف العربي في عاصمة المستعمر.

#### ثقافة التسلط وسلطة الثقافة
ساهم مُنيف في تقديم كتاب «ثقَافَة التسَلّط وسُلطَة الثقافة» للكاتب البحريني بدر عبد الملك. يقول في مقدمة الكتاب: «إن الفن، بأدواته المتعددة، بالإضافة إلى المتعة التي يولدها، يشحذ شعورنا ويزيد وعينا بكل ما حولنا. وهو في الوقت نفسه مرآة متعددة الزوايا بحيث يمكن من خلالها أن نرى ما لا تستطيعه وسائل أخرى. وما يبدو بسيطًا، وبعض الأحيان ثانويًا، فإن أهميته، ربما دون أن يخطط الفنان أو يقصده، تظهر أو تتجلى في فترات لاحقة. وإذا كان الناقد المعاصر يقرأ الكثير من الآثار، ويفسرها فنيًا واجتماعيًا، فإنه يساهم في وضعها ضمن السياق التاريخي، ويبرز دورها وأهميتها. ومن شأن ذلك أن يضيء وأن يساعد في معرفةٍ أدق وأكمل، وإن تكن هذه غير ملزمة أيضاً، إذ تترك المجال واسعًا لقراءات أخرى متعددة. وهذا ما يجعل الناقد مبدعًا للعمل مرة أخرى، وما يجعله شاهدًا، ويساعد بالتالي على قراءةٍ أكثر صحة وعمقًا. وهكذا تنتقل الأعمال الأدبية من التهويم إلى التقويم، وتغادر الضياع والارتباك إلى بدايات النور. إن الناقد المطلوب، خاصة في هذه المرحلة، عليه أن يكون معلمًا متواضعًا، وإن لا يكف لحظة واحدة عن التعليم، لأننا من خلال الأسئلة الصحيحة نصل إلى بداية الأجوبة، والأجوبة غالبًا ما تكون مشتركة ويسهم فيها الكثيرون».

### تكريمه الثقافي
حاز على جائزة العويس الثقافية في دورتها الثانية عام 89م، وحصل على جائزة ملتقى القاهرة للإبداع الروائي في دورته الأولى عام 98م.
جرى خلال شهر شباط (فبراير) 2005 عقد الدورة الثالثة لملتقى القاهرة للإبداع الأدبي بعنوان «الرواية والتاريخ» وأهديت إلى اسم الراحل مُنيف تكريما لاسمه باعتباره الفائز الأول بالجائزة في دورتها الأولى، وتخليدا لأعماله.

### وفاته
عن عمر ناهز السبعين عاما، وعلى إثر أزمة قلبية، غيَّب الموت الأديب السعودي في مدينة دمشق يوم السبت غرة شهر ذو الحجة لعام 1424 هجرية ‹الرابع والعشرين من كانون الثاني (يناير) لعام 2004م› بعد ترحال ومناف طويلة.

## أثره

### تخريب قبره
هدم أجزاء من قبر الروائي عبد الرحمن منيف الواقع في مقبرة الدحداح في العاصمة السورية دمشق، حدث ذلك في أواخر شهر مايو من عام 2007م، دون التعرض إلى رفاته. ولقد أدت هذه الحادثة إلى نشوء العديد من التكهنات عن أهداف وغايات الفعلة وما هي طبيعتهم.

## أعماله
| غلاف                              | الاسم                                             | النوع     | تاريخ النشر/التأليف | الوصف |
| --------------------------------- | ------------------------------------------------- | --------- | ------------------- | ----- |
|                                   | الأشجار واغتيال مرزوق                             | رواية     | 1973م               |       |
|                                   | قصة حب مجوسية                                     | رواية     | 1974م               |       |
|                                   | شرق المتوسط                                       | رواية     | 1975م               |       |
|                                   | النهايات                                          | رواية     | 1977م               |       |
|                                   | حين تركنا الجسر                                   | رواية     | 1979                |       |
|                                   | سباق المسافات الطويلة                             | رواية     | 1979                |       |
|                                   | عالم بلا خرائط                                    | رواية     | 1982                |       |
| مدن الملح (خماسية روائية)         |                                                   |           |                     |       |
| ملف:التيه - عبد الرحمن منيف.jpg   | التيه                                             | رواية     | 1984                |       |
| ملف:عبد الرحمن منيف - الأخدود.jpg | الأخدود                                           | رواية     |                     |       |
|                                   | تقاسيم الليل والنهار                              | رواية     |                     |       |
|                                   | المنبت                                            | رواية     |                     |       |
|                                   | بادية الظلمات                                     | رواية     |                     |       |
|                                   |                                                   |           |                     |       |
|                                   | الآن هنا.. أو شرق المتوسط مرة أخرى                | رواية     | 1991                |       |
|                                   | أرض السواد (من ثلاثة أجزاء)                       | رواية     | 1999                |       |
|                                   | أم النذور                                         | رواية     | 2005                |       |
|                                   | لوعة الغياب                                       | غير روائي | 1989                |       |
|                                   | الكاتب والمنفى وآفاق الرواية العربية              | غير روائي | 1991                |       |
|                                   | سيرة مدينة: عمان في الأربعينات                    | غير روائي | 1994                |       |
|                                   | الديمقراطية أولاً.. الديمقراطية دائما              | غير روائي | 1995                |       |
|                                   | القلق وتمجيد الحياة: كتاب تكريم جبرا إبراهيم جبرا | غير روائي | 1995                |       |
|                                   | مروان قصاب باشي: رحلة الحياة والفن                | غير روائي | 1996                |       |
|                                   | عروة الزمان الباهي                                | غير روائي | 1997                |       |
|                                   | بين الثقافة والسياسة                              | غير روائي | 1998                |       |
|                                   | جبر علوان.. موسيقا الألوان                        | غير روائي | 2000                |       |
|                                   | ذاكرة للمستقبل                                    | غير روائي | 2001                |       |
|                                   | رحلة ضوء                                          | مقالات    | 2001                |       |
|                                   | العراق هوامش من التاريخ والمقاومة                 | غير روائي | 2003                |       |
|                                   | أسماء مستعارة                                     | قصص قصيرة | 2006                |       |
|                                   | الباب المفتوح                                     | قصص قصيرة | 2006                |       |

### مقتبسات مختارة
```
هنــا نستعرض بعض السـطور مقتبسة من أعماله.
```

”الـمنفى المكان البارد، الموحش، الذي يشعرك دائما أنك غريب، زائد، وغير مـرغوب فيه، المكان الذي تفترضه مـحطة أو مؤقتا، فيصبح لاصقا بك كالعلامة الفارقة، وربما لأنه مؤقت يصبح وحده الأبدي، كالقبر، لا يمكن الهروب منه أو مغادرته. حتى الفرح والمسرات الصغيرة، وأيضا الانتصارات العابرة أو الموهومة، إن لها في المنفى مذاقا مختلفا، انها ليست لك. أنها مؤقتة، هشة، وتتحول بسرعة إلى حزن كاوٍ، وإلى بكاء لا يعرف التوقف. أما كيف تذوب وتتراجع كالحلم، ولا تشبه مثيلاتها التي تحدث في الوطن، فإن الأمر سرًا يستعصي على الفهم أو التفسير."
الوطن ليس التراب أو المكان الذي يولد فيه الإنسان، وإنما المكان الذي يستطيع فيه أن يتحرك ‹رحلة ضوء› 
"إن الكتابة بإختصار رحلة مليئة بالمتعة والعذاب" ‹رحلة ضوء›
”الجلاد لم يُولد من الجدار، ولم يهبط من الفضاء. نحن الذين خلقناه ، كما خلق الإنسان القديم آلهته.
نحن الذين خلقنا الجلادين ونحن الذين سمحنا بإستمرار السجون لقد فعلنا ذلك من خلال تساهلنا وتنازلنا عن حقوقِنا، ومن خلال استسلامنا لمجموعة من الأوهامِ والأصنام، ثم لما أصبحنا الضحايا لم نعد نعرف كيف نتعامل مع هذهِ الحالة.“

”اهتزي اشيلوس اهتزي أكثر, تحولي إلى حوت, اذا أصبحت حوتاً, انتفضي فجأة, اقلبي البشر, وعندما يطوفون حولك موتى ممسوخي الوجوه, التقطيهم واحداً بعد آخر، ازدري المخلوقات التائهة, والذكريات, ولحظات السقوط, أتسمعين اشيلوس ما أقوله لكِ ؟ يجب أن تسمعي كل الكلمات, إذا سمعتها جيداً سيزول الندم, ستنقضي لحظة التردد وتفعلين !
اشيلوس باخرة الركاب اليونانية تبحر الآن عبر المتوسط, إذا انقطع المطر, وظل البحر مثلما هو الآن, غاضباً كرجل وقور, فعند الغروب سنصل إلى البيريه, البيريه أول خصلة من أرض اليونان, لن أتوقف فيها أكثر مما تتوقف الباخرة, لا أريد يونان معذبة, سأحيي رجالها من بعيد, وأُواصل الرحيل.. قالوا إن الحرية في أرض أخرى أبعد من اليونان, يمكن أن يعيش فيها الإنسان أيامه دون أن يوقظه عند الفجر صوت المخبرين وضربات أحذيتهم, سأرحل إلى تلك البلاد. اشيلوس, كفي عن الدعاية السمجة, اهتزي كما أقول لكِ, اهتزي مثل راقصة شرقية عذبتها ذكرى أيام الجوع, وتريد بأردافها أن تضرب العالم, أن تنتقم ! هل تريدين أن أقول لكِ شيئاً يا اشيلوس؟ لا تلعبي هذه اللعبة.. سأنظم لكِ أشعاراً يا أشيلوس, وأريد أن أغني، لا أحد الآن على ظهر الباخرة. إنهم يتكومون في الصالة وفي البار، يتعودون على الأيام القادمة تماماً مثلما تعودت على أيام ماضية, هكذا بدات المسألة.“
الحب يا صديقي شيء خاص تماماً.

### ترجمته
ترجمته مستفادة من كتاب ( الكاتب والمنفى ص400/402)، ومن كتاب «أعلام الأدب العربي المعاصر» لكامبل (2/1275-1273) وانظر للمزيد عنه: «ترحال الطائر النبيل» لمحمد عبد الرزاق القشعمي الصادر عن دار الكنوز الأدبية / بيروت، لبنان، الطبعة الأولى، عام 1424 هـ/ 2003م، بالإضافة إلى (قراءة في أعمال الدكتور عبد الرحمن منيف الروائية) لمؤمنه بشير العوف، 419

### إضاءات
1. ↑  ‹احتل المرتبة 71 ، متقدماً بذلك على ثلاثة من الكتاب العالميين الحاصلين على جائزة نوبل ومنهم إرنست همنجواي وليم فوكنر وكارلوس فونتيس. ولم تذكر القائمة جنسيته وديانته كما هو الحال مع الكتاب الآخرين، وكان منيف الاسم العربي والمسلم الوحيد في القائمة.›
2. ↑  «تصف الأجزاء الثلاثة الأخيرة من هذه الرواية التحولات والتفاعلات السياسية في شبه واضح مع المراحل الأولى في بناء المملكة الحديثة».
3. ↑  «صدر حديثا (عام 1425 هـ/ 2004م) عن وزارة الثقافة السعودية كتاب جديد بعنوان (مسألة النص الروائي في أعمال الراحل الروائي العربي عبد الرحمن منيف) دراسة في الرؤى والأشكال والعتبات والأنماط والصور للناقد الدكتور الرشيد بوشعير. وكان صدور الكتاب في سياق خطة شاملة للكاتب تستهدف حصر ودراسة الأعمال الروائية في منطقة الخليج العربي».
4. ↑  بالإشتراك مع جبرا إبراهيم جبرا.

### إشارات ومصادر

#### باللغة العربية
1. 1 2  Babelio | Abdul Rahman Mounif (بالفرنسية), QID:Q2877812
2. ↑  Encyclopædia Britannica | Abd al-Rahman Munif (بالإنجليزية), QID:Q5375741
3. ↑  Sakkut، Hamdi؛ Monroe، Roger. The Arabic novel. American Univ in Cairo Piess. ص. 93. ISBN:978-977-424-502-2. مؤرشف من الأصل في 2016-04-28. اطلع عليه بتاريخ 2011-02-24.
4. ↑   السيرة الذاتية والأدبية لعبد الرحمن منيف <أرشيف المجلة> نسخة محفوظة 26 يناير 2018 على موقع واي باك مشين.
5. ↑  ، خماسية مدن المدن لعبد الرحمن منيف. نسخة محفوظة 02 يوليو 2017 على موقع واي باك مشين.
6. ↑  كتاب أردنيون: غياب منيف خسارة حقيقية للإبداع الروائي العربي.. عمر أبو الهيجاء - الدستور الأردنية 25 يناير 2004 نسخة محفوظة 10 يناير 2020 على موقع واي باك مشين.
7. ↑  جريدة الرياض، 25 يناير 2004 نسخة محفوظة 04 مارس 2016 على موقع واي باك مشين.
8. 1 2 3  كتاب «ترحال الطائر النبيل» دار الكنوز الأدبية، بيروت، لبنان، ص23، ط1/ 1424 هـ/ 2003م
9. ↑   رسالة إلى مؤتمر فيينا لحقوق الإنسان بقلم عبدالرحمن منيف <1 ديسمبر 1993> أرشيف المجلة (أدب ونقد) نسخة محفوظة 27 يناير 2018 على موقع واي باك مشين.
10. ↑  ، محمد رحمت حسين (عبد الرحمن منيف روائياً عربياً) مجلة أقلام الهند (السنة الثانية، العدد الأول (يناير-مارس 2017/ دراسات و مقالات. نسخة محفوظة 26 يناير 2018 على موقع واي باك مشين.
11. ↑  تقديم مروان قصاب باشي، رحلة الفن والحياة على موقع goodreads نسخة محفوظة 26 يونيو 2017 على موقع واي باك مشين.
12. ↑   رحيل الروائي المبدع عبدالرحمن منيف .. صحيفة اليوم نسخة محفوظة 13 يوليو 2020 على موقع واي باك مشين.
13. ↑   عبدالرحمن منيف يعود قاصاً <15 أكتوبر 2006> صحيفة الرياض نسخة محفوظة 03 أغسطس 2016 على موقع واي باك مشين.
14. ↑   صفحة كتاب سيرة مدينة عمان في الأربعينيّات ضمن أعمال د.عبد الرحمن المنيف في السيْر. نسخة محفوظة 26 يناير 2018 على موقع واي باك مشين.
15. 1 2   حوار منشور في موقع قنطرة مع د.عبد الرحمن المنيف حزيران (يونيو) 1990. نسخة محفوظة 28 يناير 2018 على موقع واي باك مشين.
16. 1 2 3  ع. منيف «الكاتب والمنفى» مقالات وحوارات ومقابلات، مجموعة من الكُتاب، دار الفكر الجديد، بيروت، 1993م
17. ↑  الذاتي والموضوعي في السيرة الذاتية لدى عبد الرحمن منيف «2» محمد عبدالرزاق القشعمي / صحيفة الجزيرة (الأثنين 12 ,جمادى الثانية 1429/ 16 يونيو 2008) العدد «252» نسخة محفوظة 27 يناير 2018 على موقع واي باك مشين.
18. ↑  كتاب سيرة مدينة لعبد الرحمن منيف ‹سيرة مدينة عمّان في الأربعينيات›
19. ↑   مُنيف ولوعة الغياب... (ثقافة وفن) 25/1/2004 الجزيرة. نسخة محفوظة 29 يونيو 2017 على موقع واي باك مشين.
20. 1 2  ‹غواية الرواية... دراسات في الرواية العربية› بقلم شوقي بدر يوسف نسخة محفوظة 29 يناير 2018 على موقع واي باك مشين.
21. ↑  تيار الوعي في روايات عبد الرحمن منيف.. إعداد عدنان المحادين جامعة مؤتة. نسخة محفوظة 29 يناير 2018 على موقع واي باك مشين.
22. ↑  كتاب «ترحال الطائر النبيل» دار الكنوز الأدبية، بيروت، لبنان، ص47، ط1/ 1424 هـ/ 2003م
23. ↑  ، السردية عند عبد الرحمن منيف... ‹لا وعي المْنَفى والهويّة الجّوالة› د.محمد الشحات نسخة محفوظة 1 فبراير 2020 على موقع واي باك مشين.
24. ↑  عبد الرحمن منيف 2008... بقلم الناقد الثقافي فيصل درّاج.
25. ↑   عبد الرحمن منيف 2008 (تأليف مجموعة من أصدقاء عبد الرحمن منيف). نسخة محفوظة 29 يناير 2018 على موقع واي باك مشين.
26. ↑  مدن الملح الوكالة الألمانية الناطقة بالعربية (دويتشه فيله)  [وصلة مكسورة] نسخة محفوظة 2020-04-05 على موقع واي باك مشين.
27. ↑  ، أعمال الروائي الراحل في كتاب 28 يونيو 2004 / صحيفة اليوم السعودية "نسخة مؤرشفة". مؤرشف من الأصل في 2018-01-29. اطلع عليه بتاريخ 2020-05-12.{{استشهاد ويب}}:  صيانة الاستشهاد: BOT: original URL status unknown (link)
28. ↑  جريدة أخبار الادب المصرية «العدد 426 الأحد 10 ديسمبر 2013»
29. ↑  عن رواية شرق المتوسط بقلم ع. منيف... منشورات عام 1975م نسخة محفوظة 29 يناير 2018 على موقع واي باك مشين.
30. ↑   القائمة في جود ريدز نسخة محفوظة 29 يناير 2018 على موقع واي باك مشين.
31. ↑  ، غياب صاحب النهايات ‹صحيفة الوسط البحرينية› نسخة محفوظة 29 يناير 2018 على موقع واي باك مشين.
32. ↑  إعادة رسم الخرائط، منيف+ جبرا
33. ↑  كتاب «مروان قصاب باشي, رحلة الفن والحياة» 97م لعبد الرحمن منيف
34. ↑  مقدمة كتاب الفن والحياة على موقع النيل والفرات نسخة محفوظة 29 يناير 2018 على موقع واي باك مشين.
35. ↑  ، وداعا مروان قصاب باشي 24 أكتوبر 2016– الوكالة الفرنسية للأنباء الناطقة باللغة العربية. نسخة محفوظة 27 أكتوبر 2016 على موقع واي باك مشين.
36. ↑  كتاب عروة الزمان الباهي 97م لعبد الرحمن منيف
37. ↑  بدر عبد الملك (1992). ثقافة التسلط وسلطة الثقافة (ط. الأولى). بيروت: دار الحضارة الجديدة. ص. 9.
38. ↑  ، البوابة الرسمية لجائزة العويس الثقافية نسخة محفوظة 29 يناير 2018 على موقع واي باك مشين.
39. ↑  "عبد الرحمن منيف: الكاتب الذي ألف "مدن الملح" و"شرق المتوسط"". BBC News عربي. مؤرشف من الأصل في 2023-07-19. اطلع عليه بتاريخ 2023-07-27.
40. ↑  "منتهى الرمحي: بعض الإعلاميين والمذيعين يصلحون "خطباء مساجد"". العربية. 11 يوليو 2006. مؤرشف من الأصل في 2010-05-24. اطلع عليه بتاريخ 2023-07-27.

#### باللغة الإنجليزية
1. ↑  Burt, Daniel S. (2004). The Novel 100: A Ranking of the Greatest Novels of All Time. New York: Checkmark Books. ISBN:0-8160-4558-5. مؤرشف من الأصل في 2020-01-25.

### وصلات خارجيّة
- عن روايته «مدن الملح».
- هدم قبر الروائي السعودي عبد الرحمن منيف بدمشق
- عبد الرحمن منيف... فنانا
- مقابلة وثائقية مع عبد الرحمن المنيف / قناة العربية
- صفحة عبد الرحمن منيف على موقع أبجد
- صفحة اقتباسات عبد الرحمن منيف على موقع أبجد